# ハプニングスター
『ハプニングスター☆ 〜地球人の知らない冒険〜』（ハプニングスター ちきゅうじんのしらないぼうけん、英題：Happening Star）は、2012年7月21日に単館上映で公開された日本の3DCGアニメーション映画。

## 登場人物
- キッド - 朴璐美
- クーリィ - 桃井はるこ
- ミル - 豊崎愛生
- ピット - 永井一郎
- モグ - 村島宇宙
- ポモ - 諸岡英実
- ラッツ - 財津慶子

## スタッフ
- 企画 - 松本知博
- 原作 - 松本知博
- 総監督 - 松本知博
- プロデューサー - 松本知博
- 演出 - 松本知博
- キャラクターデザイン - 松本知博
- メカニックデザイン - 松本知博
- ハプニングスターコンセプトデザイン - 松本知博
- ハプスタシリーズデザイン - 松本知博
- 作画監督 - 松本知博
- キャラクター作画監督 - 松本知博
- メカニック作画監督 - 松本知博
- 美術監督 - 松本知博
- 音響監督 - 生水真人
- 音楽 - 生水真人、坪井辰樹
- 録音調整 - 松本知博
- 編集 - 松本知博
- アニメーション制作 - 松本知博
- 配給 - ハプニングスタープロジェクト